# تعاليم دوا-خيتي

شقفة منقوش عليها جزء من مساوئ الحرف - من المتحف المصري في تورينو - إيطاليا - من عهد الأسرة التاسعة عشر

تعاليم دوا-خيتي وتسمى أيضا  مساوئ الحرف ، هو أحد أعمال المواعظ في الأدب المصري القديم. يأخذ هذا النص شكل وصايا أو تعاليم، ألفها الكاتب «دوا-خيتي» لابنه بيبي.
يرجع تاريخها إلى الأسرة الثانية عشر وهي مكتوبة على 4 برديات ولوحتين، ومنها عدد كبير من الشقفات المكتوبة. تصف تلك التعاليم مزايا وظيفة الكاتب، وتصف مساويء الحرف الأخرى المتعلقة بالعمل اليدوي أو الجسمي الشديد في الحقول وفي وأعمال البناء.
يعتقد بعض علماء التاريخ أن المؤلف هو نفس مؤلف وصايا أمنمحات. تصف التعاليم مساوئ عدد من المهن، وتبالغ في تمجيد مزايا مهنة الكاتب. يعتبر النص عامةً هجاء، على الرغم من أن عالم المصريات «وولفغانغ هيلك» يعتقد أنها تعكس النظرة السلبية لطبقة الكتبة نحو العمال اليدويين.
يرجع بعض علماء الآثار تاريخ كتابتها إلى الدولة المصرية الوسطى بين 2025 و 1700 قبل الميلاد. ولكن النص عاش حيث كان يتناقل عبر العصور وينقل كتابة ووجده العلماء في بردية سالير الثانية ن ومهي مكتوبة خلال الأسرة المصرية التاسعة عشر، وهي محفوظة الآن في المتحف البريطاني.
النص كاملاً، موجود في بردية رثة للغاية من عصر الأسرة التاسعة عشرة، محفوظة في المتحف البريطاني. بالإضافة إلى عدة أجزاء من برديات في المتحف البريطاني ومتحف اللوفر وعدة أماكن أخرى. كانت تعاليم دوا-خيتي أحد أكثر النصوص نسخًا بواسطة الطلاب خلال حقبة الرعامسة.

## الصيغة
تبدأ الصيغة بمشهد الأب «خيتي» أو ربما على الاصح «دوا-خيتي» (Dw3-Ḫtjj)يرافق إبنه «بيبي» إلى المدرسة بالمدينة، ويوصيه بالاجتهاد في دراسته حتى يصبح كاتبا. ويصف خيتي وظيفته التي يقوم بها وهو كاتب وكيف أنها وظيفة مريحة وتتمتع باحترام الناس لحاملها. ويقارن بين وظيفة الكاتب ومزاياها بالحرف الأخرى التي تتطلب تعب الجسم وتحيطها الأخطار.
وفي الجزء الثاني ينصح الأب ابنه باتباع بعض التعاليم في التعامل مع الناس، وهي تعاليم كانت متداولة بين المصريين القدماء، ونعرفها من تاريخ الاسرة الرابعة والاسرة الخامسة في تعاليم كاي جمني وتعاليم بتاح حتب. يعتبر علماء الآثار أن تلك التعليمات في الأخلاق والمعاملات بين الناس هي أقدم ما كتب في تاريخ البشرية في هذا الإطار، وانتشرت قبل المسيجية بنحو 2600 سنة على الأقل.
وفي الختام يستعرض الأب لإبنه مرة ثانية مزايا وظيفة الكاتب.

## فقرة منها
يقول الأب دوا-ختي لإبنه «بيبي» واصفا مزايا وظيفة الكاتب:
«أنظر، لا توجد مهنة تضارع مهنة رئيس سوي مهنة الكاتب، لأن كاتب هو معاون الرئيس. فإذا أصبحت كاتبا فسيكون حالك على أحسن ما يرام؛ ولن تعمل في أي مهنة أخرى»
- على لسان الأب

## وصلات خارجية
- An English translation of The Satire of the Trades

## اقرأ أيضا
- تعاليم كاي جمني
- تعاليم بتاح حتب